# Pomnik polskich pionierów inżynierii w Peru
Pomnik polskich pionierów inżynierii w Peru (hiszp. Monumento a los pioneros de la ingeniería polaca en Perú) – znajdujący się w Limie pomnik upamiętniający zasługi Władysława Klugera, Władysława Folkierskiego, Ksawerego Wakulskiego, Edwarda Jana Habicha oraz Aleksandra Babińskiego na rzecz rozwoju gospodarczego Peru. Pomnik został odsłonięty w 1935 roku w setną rocznicę urodzin Edwarda Jana Habicha, a jego elementem jest marmurowa rzeźba Habicha, która została wykuta w piątą rocznicę jego śmierci w 1914 roku. W 2021, w dwusetną rocznicę uzyskania niepodległości przez Peru, pomnik został odrestaurowany.